# 윤대목
윤대목(尹大目, ? ~ ?)은 조위의 군인이다. '대목'은 자이고, 이름은 알 수 없다.

## 생애
원래는 조씨의 노예였다가, 황제 조방을 수종했다. 전중교위를 지냈으며, 정시 10년(249년) 정월, 권력에서 밀려난 태부 사마의가 정권을 전제하는 조상 형제가 도성을 비운 사이 쿠테타를 일으키자(고평릉의 변), 사마의의 명령으로 조상을 찾아가 사마의가 조상을 죽이지 않을 것이라고 맹세를 했다. 그러나 사마의가 기어이 조상을 처형하자 조상의 원수를 갚기 위해 거짓으로 사마사(司馬師)의 부하가 되었다. 255년, 자신의 벗 문흠(文欽)이 관구검(毋丘儉)과 함께 반란을 일으켰을 때 문흠을 찾아가 사마사의 죽음이 가까워진 것을 알려 항복을 권하러 갔으나 그 일을 전혀 몰랐던 문흠은 윤대목을 질책하며 말하였다.
| “ | 너는 선제의 가신이었으면서 은혜를 갚을 생각은 하지 않고 사마사의 반역에 동조하다니, 하늘이 두렵지 않느냐? 하늘이 네게 복을 주지 않을 것이다! | ” |

그리고는 활시위를 당겨 윤대목을 쏘려 하였다. 윤대목은 울며 말했다.
| “ | 일은 이제 패망했으니, 그저 잘 노력하십시오. | ” |